# Petrocephalus pellegrini
Petrocephalus pellegrini är en fiskart som beskrevs av Poll, 1941. Petrocephalus pellegrini ingår i släktet Petrocephalus och familjen Mormyridae. IUCN kategoriserar arten globalt som livskraftig. Inga underarter finns listade i Catalogue of Life.